# Đại bàng đầu nâu
Đại bàng đầu nâu hay đại bàng hoàng đế phương Đông (danh pháp hai phần: Aquila heliaca) là một loài chim săn mồi lớn, sinh sản ở đông nam châu Âu, Tây Á đến Trung Á. Hầu hết các cá thể di trú trong mùa đông về phía đông bắc châu Phi hay miền nam và miền đông châu Á. Quần thể toàn cầu là nhỏ và đang suy giảm do ngược đãi, mất môi trường sống và con mồi. Vì thế loài này được Sách đỏ IUCN liệt kê như là sắp nguy cấp kể từ năm 1994.
Đại bàng hoàng đế Tây Ban Nha tìm thấy ở Tây Ban Nha và Bồ Đào Nha, trước đây được gộp trong loài này. Tuy nhiên hiện nay thì chúng đã được chia tách như là các loài riêng biệt do các khác biệt đáng kể về hình thái, sinh thái và các đặc trưng phân tử.

## Mô tả
Đại bàng đầu nâu là loài đại bàng lớn, với chiều dài 72–90 cm (28–35 in), sải cánh 1,8–2,16 m (5,9–7,1 ft) và cân nặng 2,45–4,55 kilôgam (5,4–10,0 lb). Chim mái khoảng 25% lớn hơn chim trống. Nó rất giống với đại bàng hoàng đế Tây Ban Nha, nhưng có ít màu trắng ở vai hơn và hơi to lớn hơn một chút..

## Môi trường sống

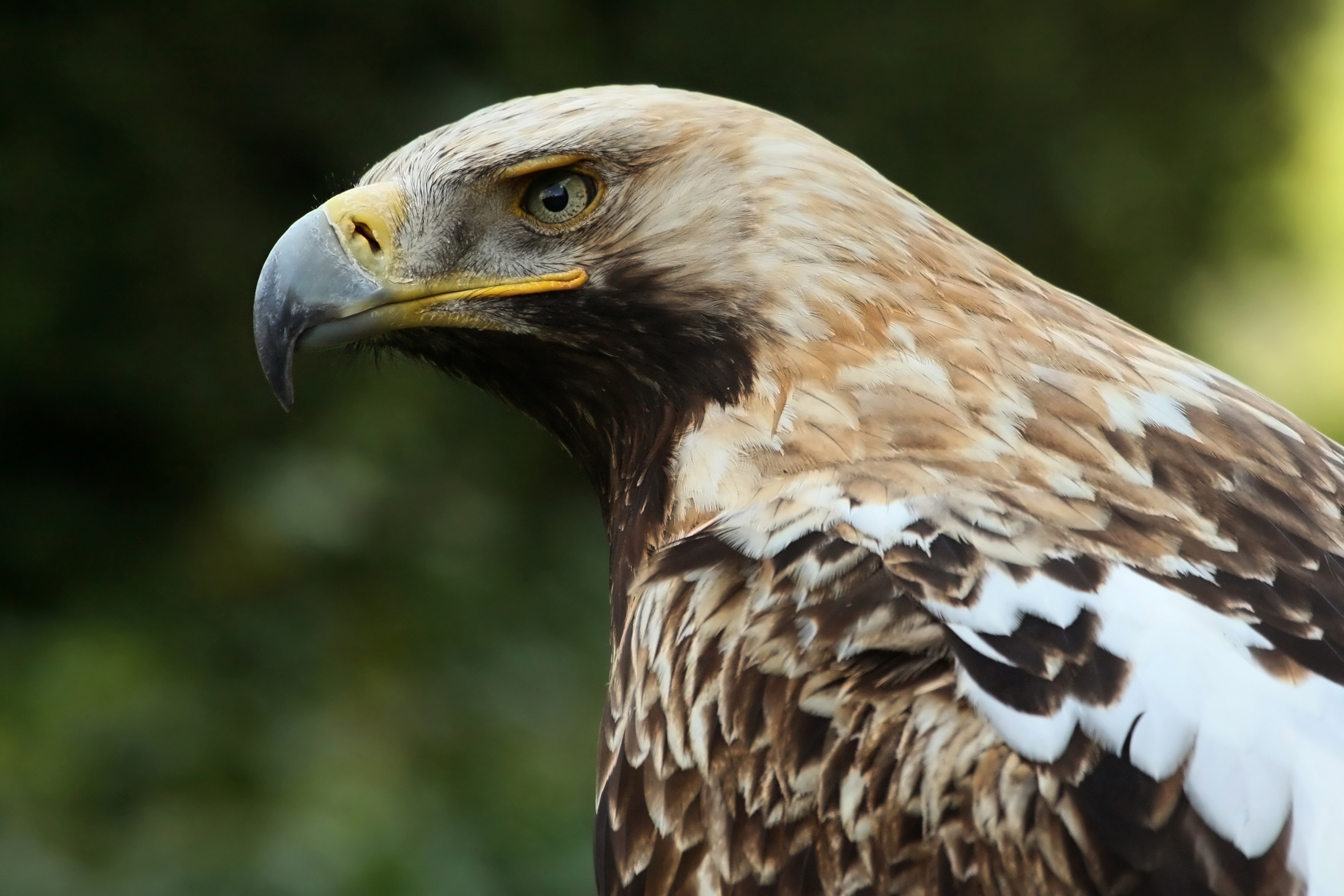

Tại châu Âu, đại bàng đầu nâu đang bị đe dọa tuyệt chủng. Nó đã gần như biến mất từ nhiều khu vực trong phạm vi phân bố trước đây của nó, ví dụ như Hungary và Áo. Ngày nay, các quần thể châu Âu duy nhất đang gia tăng là trong bồn địa Karpat, chủ yếu là vùng núi phía bắc Hungary và khu vực phía nam Slovakia. Quần thể sinh sản ở Hungary gồm khoảng 105 cặp. Quần thể sinh sản xa nhất về phía tây nằm trên biên giới Áo và Cộng hòa Séc gồm khoảng 25–30 cặp và chúng chủ yếu là chim không di trú. Có nhiều tổ đại bàng đầu nâu trong phần Bulgaria/Hy Lạp của vành đai xanh châu Âu.
Hoàng gia Áo-Hungary từng chọn đại bàng đầu nâu làm động vật huy hiệu của mình, nhưng điều này cũng không giúp đỡ gì cho loài chim này. Môi trường sống ưa thích của đại bàng đầu nâu là các vùng quê thoáng đãng với các khu rừng nhỏ. Không giống như nhiều loài đại bàng khác, loài này nói chung không sống trong núi, các khu rừng lớn hay thảo nguyên không có cây gỗ.
Đại bàng đầu nâu thường thích làm tổ trên một cây không được các cây khác bao quanh, sao cho tổ có thể nhìn thấy từ một khoảng cách đáng kể, và để những con cư trú có thể quan sát xung quanh mà không bị cản trở. Cành cây được dùng để làm tổ, được lót bằng cỏ và lông vũ. Rất hiếm khi nó làm tổ trên vách đá hoặc mặt đất.
Trong tháng 3 hoặc tháng 4 chim mái đẻ 2-3 trứng. Chim non nở sau khoảng 43 ngày và ra khỏi tổ sau 60-77 ngày. Tuy nhiên, thông thường chỉ có một con sống sót để rời tổ, với những con khác chết trước khi đủ lông đủ cánh. Trong một phần của phạm vi phân bố của nó, hơn một phần ba các nỗ lực làm tổ là hoàn toàn không thành công.
Đại bàng đầu nâu chủ yếu ăn thịt thỏ rừng châu Âu (Lepus europaeus), Hamster châu Âu (Cricetus cricetus) và chim trĩ (Phasianus colchicus) cũng như một loạt các loài chim và động vật có vú khác.

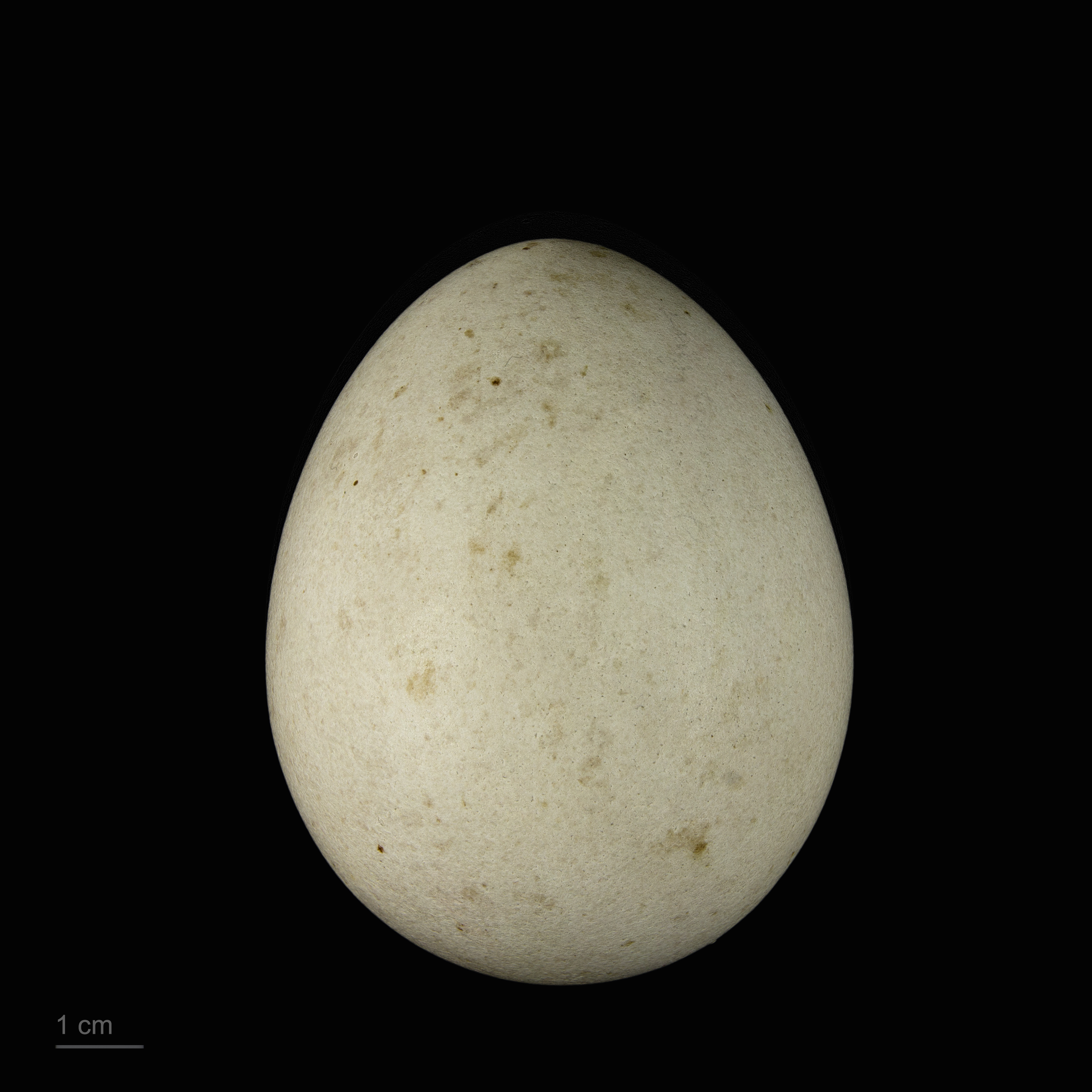
Aquila heliaca